# Bandhbahal
Bandhbahal es una ciudad censal situada en el distrito de Jharsuguda en el estado de Odisha (India). Su población es de 9735 habitantes (2011). Se encuentra a 293 km de Bhubaneswar.

## Demografía
Según el censo de 2011 la población de Bandhbahal era de 9735 habitantes, de los cuales 5192 eran hombres y 4543 eran mujeres. Bandhbahal tiene una tasa media de alfabetización del 90,57%, superior a la media estatal del 72,87: la alfabetización masculina es del 95,03%, y la alfabetización femenina del 85,54%. 